# David Thomson
David Kenneth Roy Thomson, Tercer Barón Thomson de Fleet (12 de junio de 1957) es un empresario canadiense, hijo del magnate canadiense Kenneth Thomson. Heredó la enorme fortuna y el título de su padre a su muerte, quién a su vez la heredó de su padre, Roy Thomson. Él y su familia son considerados los ciudadanos más ricos de Canadá.

## Descripción
Es presidente de la mesa directiva de Thomson Reuters desde que ésta se formó en 2008 por la fusión de Thomson Corporation (propiedad de su familia y donde también había servido como presidente de la mesa directiva por los últimos 6 años) y la británica Reuters.
Además del interés que la familia posee en Thomson Reuters, cuentan con inversiones en periódicos, estaciones de radio y canales televisivos canadienses.
Según la revista Forbes, al 2014 su fortuna se estima en los 22,600 millones de dólares, convirtiéndolo en la vigésima séptima persona más rica del mundo; en el 2007 ocupaba la décima posición.
Su familia es famosa por su hermetismo y por evitar los reflectores y la publicidad.
En agosto de 2019, el multimillonario canadiense David Thomson compró una participación del 15% en Brubank.
- Datos: Q981262